# Chiasmocleis albopunctata
Chiasmocleis albopunctata és una espècie de granota que viu a Bolívia, el Brasil i Paraguai.